# Fortnite
Fortnite je online multiplayer videoigra koju su razvili razvojni studiji Epic Games i People Can Fly. Izdavač je Epic Games.
Plaćena rana inačica videoigre objavljena je 25. srpnja 2017. za Microsoft Windows,  PlayStation 4, Playstation 5, Nintendo, Xbox S, Xbox X, Android/Samsung, MacOS i Xbox One.
Svoju najveću popularnost dostigla je 2018. i 2023. godine, nakon što je omogućeno besplatno igranje. Fortnite diljem svijeta ima više od 800 milijuna igrača, što je čini jednom od najpopularnijih igara na svijetu.

## Način igranja
Fortnite je igra koja ima četiri načina igranja, a to su:
- Battle Royale (hrv. Kraljevska bitka)
- Save the world (hrv. Spasi svijet)
- Creative (hrv. Kreativno)
- Zero Build (Bez građenja)

Prvi način igranja, Battle Royale, najpopularniji je jer je besplatan. Battle Royale ima 4 načina igranja, a to su: 
- »Solo« (samo jedan igrač protiv ostalih 99),
- »Duo« (50 timova po 2 osobe),[4]
- »Trios« (20 timova po 3 osobe),
- »Squad« (25 timova po 4 osobe),[4]
- »Team Rumble« (2 tima po 20 osoba),
- »Playground« (maksimalno 16 osoba),
- »Creative« (neograničen broj osoba).

## Sadržaj
Svaki meč u Fortniteu sadrži oko 100 ili više igrača. Kada meč započne, igrači padaju iz »letećeg autobusa« koji prelazi preko polovine zemljovida koji je velik 8 x 8 kilometara. Nakon slijetanja, njihov je cilj da što prije nađu oružje i da eliminiraju ostale igrače. Cilj igre nije samo pucanje, veliki značaj također zauzima i građenje baza što igračima omogućava da se lakše snađu ili sakriju od ostalih igrača. Građenje u Fortniteu dijeli se na 4 elementa. Prvi element je zid koji omogućava igračima da se zagrade od neprijatelja. Drugi element je ravna podloga koja služi kao platforma za prelazak nekih visina. Treći elementi su rampa i stepenice, koje služe penjanjem do određene lokacije. Četvrti element je krov i on služi za izgradnju krova.
Građenje se vrši materijalima koji se dobivaju rušenjem nekih predmeta. Postoje 3 vrste materijala, a to su: drvo, kamen i metal. Drvo se najlakše skuplja i najviše se koristi, dok je drvo u isto vrijeme najmanje izdržljiv materijal. Nakon drveta najlakše se skuplja kamen koji je malo izdržljiviji od drveta. Posljednji materijal je metal koji se najteže skuplja, ali je zato i najizdržljiviji.
Oko karte se nalazi i oluja koja se sve više sužava i smanjuje. Kada se igrač nađe u oluji njegov health (hrv. zdravlje) postepeno se smanjuje. Pobjeda nastaje tako što se broj igrača smanji na 1, a igrač koji je najduže preživi primi Victory Royale.
Tijekom meča moguće je i pronaći iteme kao npr. oružje, metke za oružje, iteme za liječenje, eksplozive itd.
Oružja se dijele na 7 kategorija, a to su:
- siva (common),
- zelena (uncommon),
- plava (rare),
- ljubičasta (epic),
- zlatna (legendary),
- mitsko (mythic),
- egzotično (exotic).

## Vanjske poveznice
- Službena stranica